# Stippelelfje
Het stippelelfje (Epistrophella euchroma) is een vliegensoort uit de familie van de zweefvliegen (Syrphidae). De wetenschappelijke naam van de soort is voor het eerst geldig gepubliceerd in 1885 door Kowarz.